# Potamogale velox
Potamogale velox — вид ссавців з родини Potamogalidae, яка є сестринською до Tenrecidae sensu stricto. P. velox віддає перевагу водним середовищам у центральному африканському дощовому лісі.

## Назва
Родова назва походить від дав.-гр. ποταμός — «річка» й дав.-гр. γαλῆ — «ласиця». латинське velox означає «хуткий».

## Фізичний опис
Довжина голови й тіла: 290–350 мм, довжина хвоста: 245–290 мм, вага: 340–397 грамів.
P. velox має широку, плоску морду із жорсткими вусами, і клапани зі шкіри, які закривають ніздрі під час пірнання. У тварини маленькі очі та зовнішні вуха. Товстий круглий корпус вкритий густим підшерстям і покривним волоссям. P. velox має темно-коричневу спину і білуваті нижні частини тіла. Стиснений з боків хвіст укритий коротким шовковим хутром і дозволяє плавати рибоподібним рухом. Ноги короткі, без перетинчастих пальців і не використовуються для плавання. Є два спеціальні пальці на задніх ногах, які використовуються для догляду (грумінгу). Самиці мають дві молочні залози на нижній частині черева.

## Поширення
Проживає в центральній зоні тропічного лісу та периферійних територіях Нігерії. Країни проживання: Ангола; Камерун; Центральноафриканська Республіка; Чад; Конго; Демократична Республіка Конго; Екваторіальна Гвінея; Габон; Кенія; Нігерія; Судан; Танзанія; Уганда; Замбія. 
Цей водяний вид виявлений у водних шляхах в екваторіальних дощових лісах. Тут населяє досить повільні лісові потоки, лісові басейни та гірські потоки (на висотах від нуля до 1800 м над рівнем моря), де береги забезпечують місця проживання для гніздових камер.

## Стиль життя
Цей вид є чудовим плавцем, який харчується крабами, креветками, водними комахами, рибою, земноводними. Дуже мускулистий хвіст забезпечує ефективне горизонтальне плавання, як у риб і крокодилів. Цей спосіб плавання є унікальним серед водних ссавців. Пересування сушею досить незграбне. Він живе в норах річкового берега, у яких є вхід під рівнем води і які зазвичай розміщуються під деревом. Проводить час у своїх норах протягом дня і стає активними після полудня; має кілька періодів активності щоночі. Це, можливо, поодинокий вид, причому кожен дорослий контролює 500—1000 м струмка. Полює при пірнанні й кожне занурення триває всього кілька секунд. Здобич відстежується за допомогою чутливого вібрису та запаху; очі не використовуються для виявлення здобичі. Цей вид розмножується під час вологого і сухого сезонів.

## Загрози та охорона
Ерозія ґрунту, викликана вирубкою лісів, збільшує туманність і непрозорість водних шляхів, що, здається, на шкоду цьому виду. Ця проблема в Камеруні, де вирубка лісу, ерозія ґрунту і, як наслідок, замулення води в лісових руслах призвели до зникнення місцевого населення Potamogale. Отже, цей вид може занепадати на більшій частині ареалу, де втрата природних лісів пов'язана з видобутком деревини, сільським господарством та розвитком інфраструктури. Як повідомляється, на вид широко полюють задля шкіри й він випадково потрапляє у сіті, але наскільки це є загрозою виживання виду, невідомо.
Вид трапляється в ряді охоронних територій по всьому ареалу.